# Duvfotografi

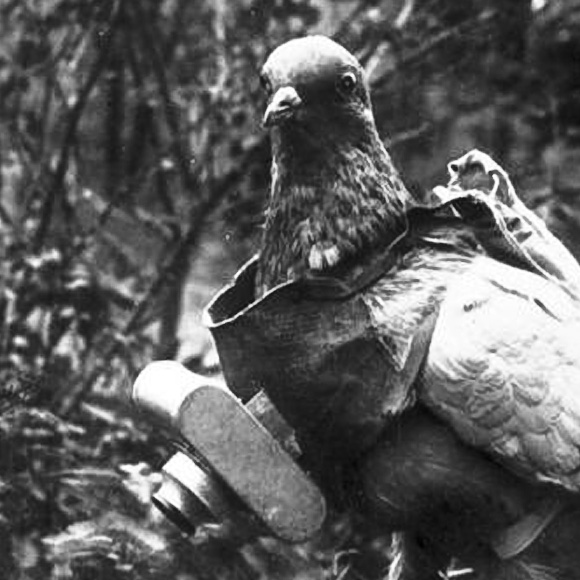
Duva med tysk miniatyrkamera, förmodligen under första världskriget.

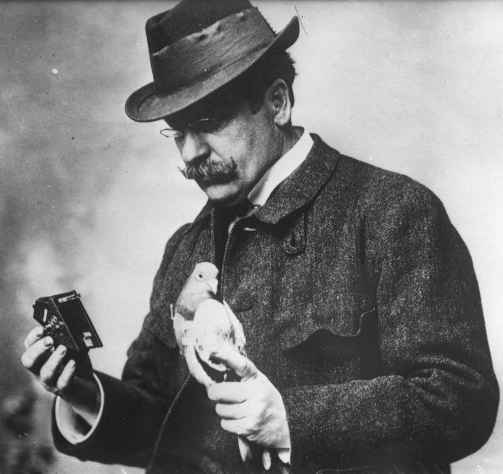
Julius Neubronner med duva och kamera, 1914.

Duvfotografi är en typ av flygfotografi, uppfunnen 1907 av den tyske apotekaren Julius Neubronner, som också använde brevduvor för att leverera medicin. En duva utrustades med en bröstplatta av aluminium, på vilken man kunde sätta fast en miniatyrkamera med tidsfördröjning. Neubronners tyska patent refuserades först, men godkändes i december 1908 efter att han tagit fram autentiska foton, tagna av hans duvor. Han visade upp tekniken 1909 på den internationella fotoutställningen i Dresden, och sålde vissa av bilderna som vykort vid den internationella flygutställningen i Frankfurt, samt vid Paris Air Show. Bristen på militärt eller kommersiellt intresse efter första världskriget ledde till att Neubronner övergav sina experiment, men hans idé fick en kort återuppståndelse på 1930-talet av en schweizisk urmakare, samt även av tyska och franska militären.
Konstruktionen av tillräckligt små och lätta kameror med en timer, samt träningen och hanteringen av fåglarna för att bära den vikt som krävdes presenterade många stora utmaningar. Problem uppstod även på grund av den begränsade kontrollen av duvornas position, riktning och fart när fotografierna togs. BBC använde 2004 minikameror fastsatta på falkar och duvhökar för att samla in foto.